# 坂本裕次郎
坂本裕次郎（日语：坂本裕次郎；1980年4月18日—）是日本漫畫家，主要活躍於《週刊少年Jump》。也曾使用另一筆名坂本次郎。

## 作品列表

### 連載
- TAKAYA -閃武學園激鬥傳-
- Campione 弒神者！ － 原作：丈月城，以坂本次郎的名義於《Super Dash & Go!》連載
- 戀染紅葉 － 作畫：ミウラタダヒロ，以坂本次郎的名義於《週刊少年Jump》連載

### 單篇
- ふぁみドル！ － 作畫：ミウラタダヒロ，坂本次郎名義
- 戀染紅葉 － 連載版的試作品，坂本次郎名義

## 備註
1. ↑  《週刊少年Jump》2012年9號184頁